# قوش‌لار (کردامیر)
قوش‌لار (به لاتین: Quşlar) یک منطقه مسکونی در جمهوری آذربایجان است که در شهرستان کردامیر واقع شده است. قوش‌لار ۴۶۳ نفر جمعیت دارد.